# 5255 Johnsophie
5255 Johnsophie è un asteroide della fascia principale del diametro medio di circa 18,8 km. Scoperto nel 1988, presenta un'orbita caratterizzata da un semiasse maggiore pari a 2,6707933 UA e da un'eccentricità di 0,0184472, inclinata di 11,60163° rispetto all'eclittica.